# Grüne Wiese (Stadtplanung)

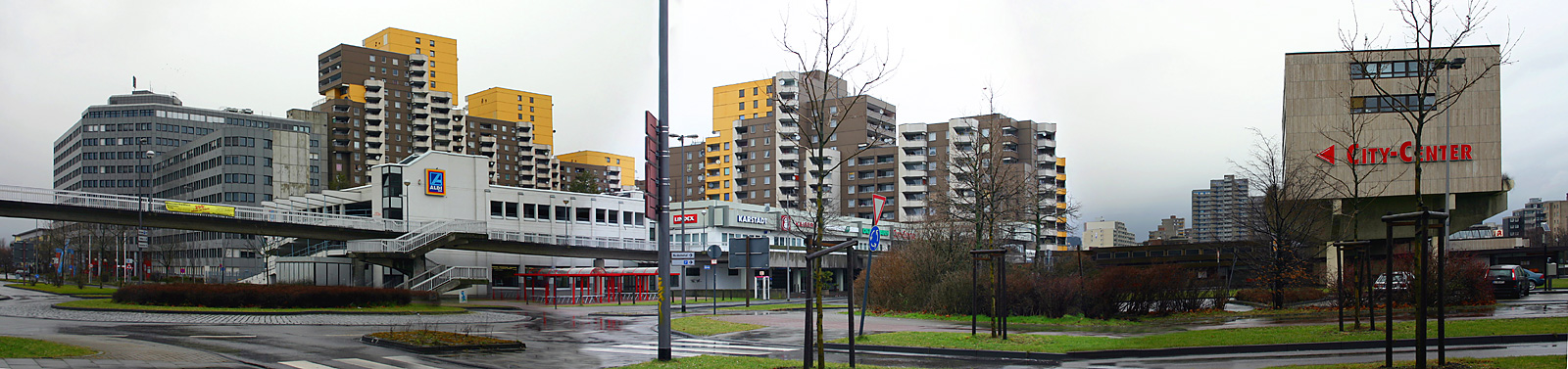
Köln-Chorweiler

Die grüne Wiese bezeichnet im Jargon der Stadtplanung eine Planung und Bebauung auf Flächen, die zuvor nicht zum Siedlungsbereich der Stadt oder der Gemeinde gehörten. Es kann sich bei diesen Flächen sowohl um geplante Wohnsiedlungen, Gewerbegebiete, Sondergebiete oder seltener um Wochenendhausgebiete, öffentliche Grünflächen und Gemeinbedarfseinrichtungen handeln.
„Auf der grünen Wiese“ wird als Redewendung auch fachübergreifend verwendet, um eine gedachte Situation zu bezeichnen, in der ein Konzept in Reinform umgesetzt werden könne, ohne dass Rücksicht auf gewachsene, meist organisatorische, Bedingungen genommen werden müsse.

## Ursprung
Planungen auf der „grünen Wiese“ gelten als Folge der Charta von Athen (1933, 1943), mit der eine Nutzungs- und Funktionstrennung im Städtebau begründet wurde. Die rasche Zunahme der Individual-Motorisierung und der Bevölkerungszuwachs durch Flüchtlinge nach dem Zweiten Weltkrieg in den deutschen Städten förderten die Suche nach neuen räumlichen Konzepten für das Städtewachstum.
Bis in die 1990er Jahre galt die gegliederte Stadt als Ideal, in der die zentralen Versorgungs- und Dienstleistungseinrichtungen im Stadtkern und die Gewerbegebiete am Stadtrand durch einen Grüngürtel von den Wohngebieten getrennt auf der Leeseite lagen. Hierdurch kam es zu ersten moderaten Siedlungsausweitungen auf der „grünen Wiese“, jedoch wurden die Grundstrukturen der historisch gewachsenen europäischen Stadt weitgehend gewahrt.

## Stadterweiterungen

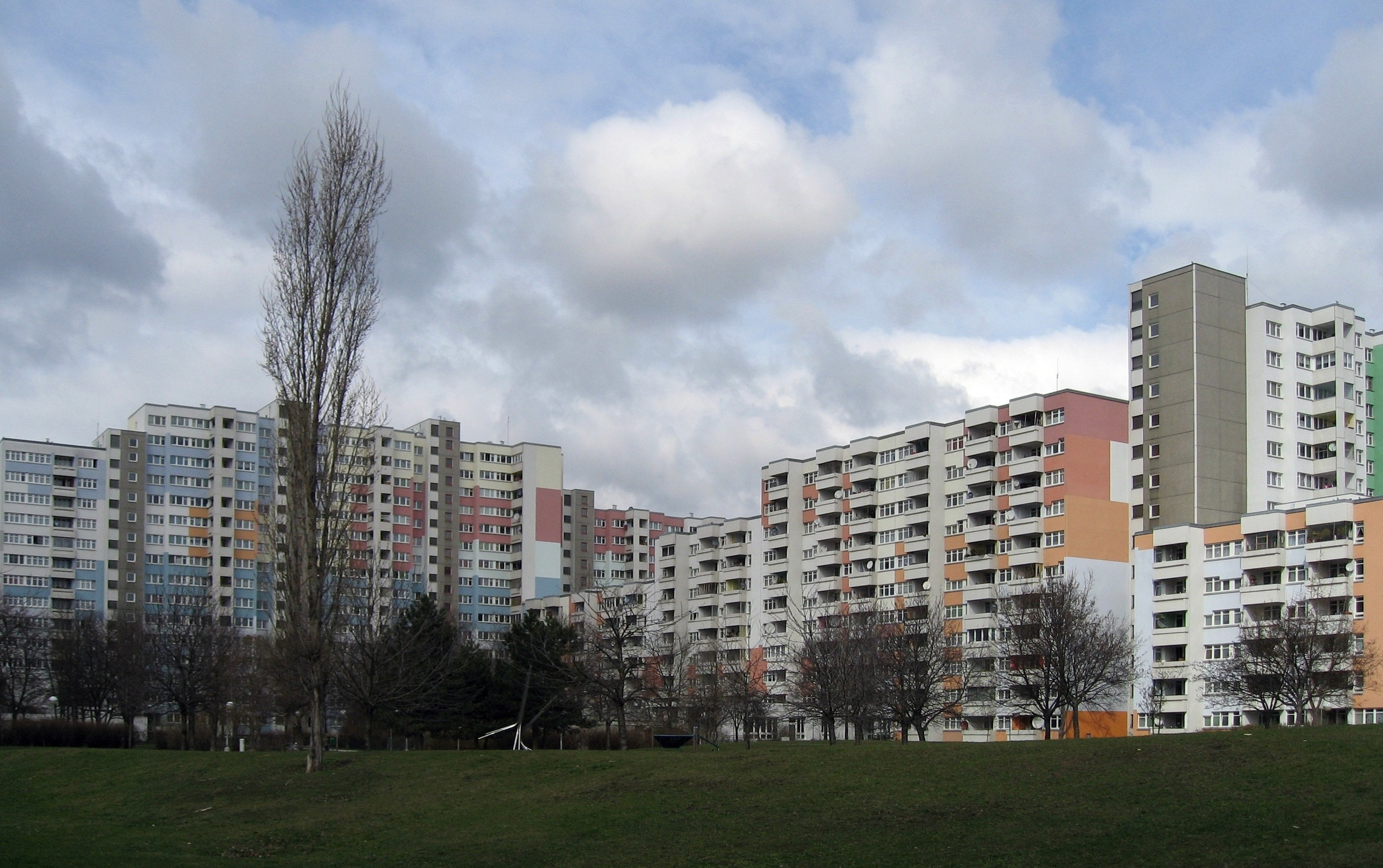
Die Trabrenngründe in Wien

In den 1960er und 1970er Jahren setzte dann jedoch unter den Wachstumsschüben der entstandenen Wirtschaftswunder-Gesellschaft eine verstärkte Modernisierung ein, die zu den typischen Entwicklungen auf der „grünen Wiese“ mit Trabantenstädten wie dem Märkischen Viertel in Berlin, Chorweiler in Köln, Neuperlach in München, Langwasser in Nürnberg, Nordweststadt in Frankfurt, Neue Vahr in Bremen, die Großfeldsiedlung in Wien oder Wulfen am nördlichen Rand des Ruhrgebiets führten. Dazu gehört auch Halle-Neustadt am Rande von Halle (Saale).
Mit diesen Neugründungen städtischer Siedlungen (Suburbanisierung) setzte sich in den Innenstädten eine Flächensanierung durch, die für viele Städte zum Verlust ihrer Identität führte. In den 1980er Jahren wurde die Kritik an dieser Städtebaupolitik so laut, dass zunächst mit Unterstützung der international (UNESCO) ausgerufenen Priorität für den Denkmalschutz neue Konzepte für die Sanierung der Innenstädte gesucht wurden.
Eine Politik der erhaltenden Stadterneuerung wurde nun zum neuen Leitbild. So konnten einige Städte ihr Gesicht erhalten und diese Städte stellen heute oft Kleinode ihrer Bundesländer dar (siehe Historischer Stadtkern).

## Aktuelle Tendenzen

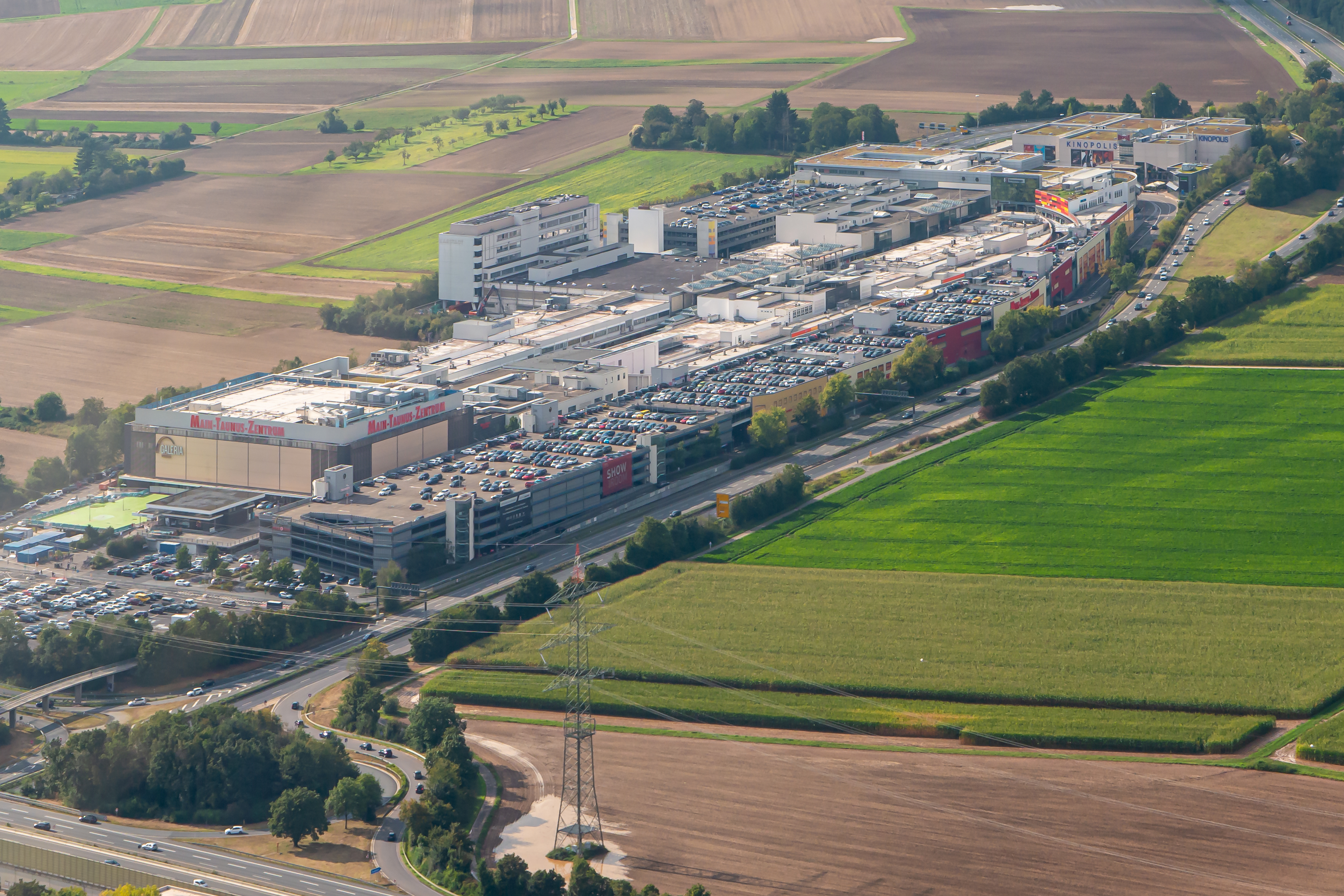
Main-Taunus-Zentrum

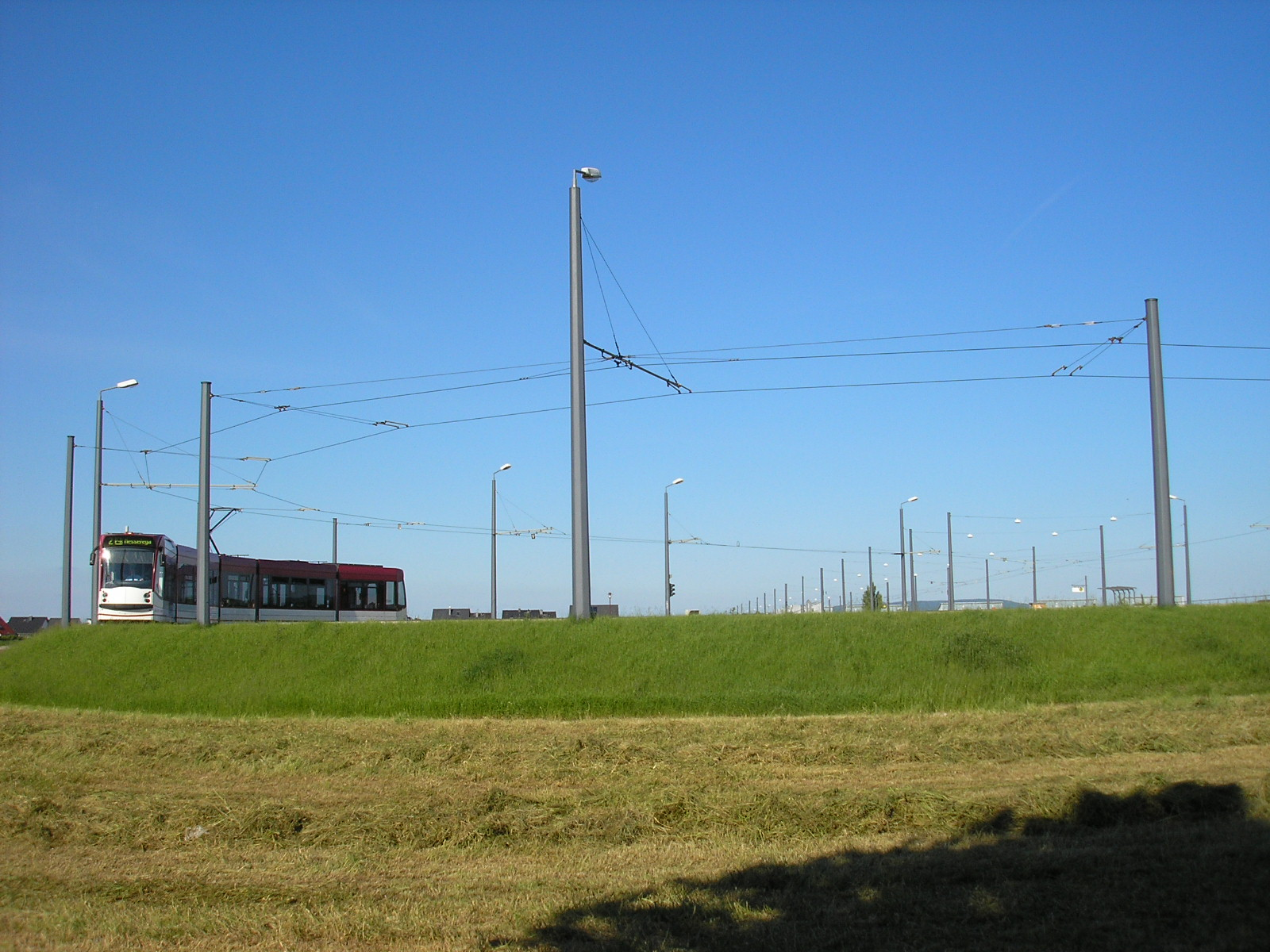
Straßenbahn auf dem Ringelberg, einem nach 1990 entstandenen Wohngebiet bei Erfurt

Die aufgezeigte Entwicklung brachte es mit sich, dass innerhalb der Stadtkerne kaum großflächige Geschäftsräume möglich waren, die auch gleichzeitig den sich rasch verschärfenden Bedingungen des Einzelhandels (siehe großflächiger Einzelhandel) Rechnung getragen hätten. Es setzte daher in den 1970er Jahren ein Trend des Einzelhandels auf die „grüne Wiese“ ein, der bis etwa Ende der 1990er Jahre ungebrochen anhielt und zu einem Verlust wesentlicher zentraler Funktionen der Stadtkerne führt.
Eine Sonderstellung nimmt dabei die Entwicklung des Beitrittsgebiets in Deutschland ein. Die verfügbaren Flächen in den Innenstädten waren oft mit ungeklärten Eigentumsrechten, fehlender Erschließung, fehlendem Baurecht (zumindest gemäß einem sogenannten „qualifizierten Bebauungsplan“ nach dem BauGB) und anderen zeitraubenden Entwicklungsschwierigkeiten belastet. Daher wurden in der ersten Hälfte der 1990er Jahre zahlreiche neue Einkaufszentren auf der „grünen Wiese“ vor den Toren der ostdeutschen Städte errichtet. Erleichtert wurde dies dadurch, dass es kurz nach der Wiedervereinigung noch keine qualifizierte, der neuen Gesetzgebung entsprechende Regionalplanung gab. Dadurch konnten zahlreiche kleine Umlandgemeinden ohne die eigentlich erforderliche Abstimmung und Konsultation weitreichende Bebauungspläne erlassen.
Spätestens seit dem Ende der 1990er Jahre jedoch hat sich der Trend zur grünen Wiese abzuschwächen bzw. mancherorts umzukehren begonnen. Die Wanderungsströme zwischen Stadt und Umlandgemeinden sowie die rückläufigen Zahlen der Wohnungsneubauten auf der „grünen Wiese“ belegen, dass Wohnen in der Stadt an Attraktivität gewonnen hat. Neben dem Wunsch der Haushalte nach Urbanität dürfte dabei auch der nicht unerhebliche Zeit- und Geldaufwand für die Mobilität zwischen „grüner Wiese“ und Stadt den Ausschlag geben. Dieser Trend lässt sich auch im Einzelhandel beobachten, wo die Innenstädte inzwischen ihre Position behaupten und – zumindest in den 1a-Lagen – steigende Umsätze verzeichnen.

## Umweltaspekte
Die Bebauung einer Freifläche führt notwendig zum Flächenverbrauch bzw. einer Flächenversiegelung. Gemeinden erweitern ihre bebaute Fläche um den Preis von Zersiedelung – nach außen – oder Nachverdichtung – nach innen –, was wiederum zur Habitatfragmentierung mit bekannten nachteiligen Folgen auf die Ökologie einhergeht. Grünflächen in Stadtnähe sind wichtige Faktoren nicht nur für die Naherholung, sondern haben oft auch einen positiven Effekt auf das Stadtklima. Die längeren Wege durch die großflächige Bebauung und Funktionstrennung führen zu einer zunehmenden Motorisierung und erzeugen eine Abhängigkeit vom privaten PKW, womit Umweltbelastungen (durch Abgase und Straßenausbau) und Gesundheitsbelastungen (Lärm, passive Mobilität) einhergehen.

## Planungsrecht
Planungen auf der „grünen Wiese“ werden teilweise durch das geltende Immissionsschutz- und Planungsrecht gefördert. In § 50 des Bundes-Immissionsschutzgesetzes (BImSchG) ist der Trennungsgrundsatz normiert, der die planenden Städte und Gemeinden dazu verpflichtet, sich gegenseitig ausschließende Nutzungen (klassisches Beispiel: Wohnen – Gewerbe) räumlich voneinander zu trennen.
Die für die Durchsetzung dieser staatlichen Planungsmaxime zuständigen staatlichen Umweltbehörden haben Richtlinien erhalten, nach denen die zwischen Wohngebieten und Gewerbegebieten einzuhaltenden Immissionsabstände zu bemessen sind. In der Praxis kommt diesen Erlassen heute nur noch geringe Bedeutung zu, da die Ansiedlung stark emittierender Betriebe selten geworden ist.
Die Zulässigkeit des einzelnen Bauvorhabens richtet sich nach dem Vorliegen eines Bebauungsplans. Liegt ein solcher nicht vor, ist die Zulässigkeit des Vorhabens meist nach § 35 BauGB (und damit sehr restriktiv) zu beurteilen, da Bauen im so genannten Außenbereich regelmäßig nicht zulässig ist.